# یواس‌اس تالگی (سی‌وی‌یی-۷۲)
یواس‌اس تالگی (سی‌وی‌یی-۷۲) (به انگلیسی: USS Tulagi (CVE-72)) یک کشتی است که طول آن ۵۱۲ فوت ۳ اینچ (۱۵۶٫۱۳ متر) می‌باشد. این کشتی در سال ۱۹۴۳ ساخته شد.